# Afshin Noroozi
Afshin Noroozi (* 22. April 1985 in Ahvaz) ist ein iranischer Tischtennisspieler und Teilnehmer an den Olympischen Sommerspielen 2008 in Peking. 
Afshin Noroozi nahm von 2004 bis 2015 an neun Weltmeisterschaften teil, kam dabei jedoch nie in die Nähe von Medaillenrängen. 2007 spielte er während der Asienmeisterschaften, 2008 trat er bei den US Open gegen Daniel Zwickl an und spielte im Asien Cup. 
Im Juli 2014 stand er auf Platz 216 der Weltrangliste, seine bisher beste Platzierung erreichte er im Mai 2014 mit Rang 201.

## Turnierergebnisse
| Verband | Veranstaltung     | Jahr | Ort       | Land | Einzel     | Doppel    | Mixed     | Team |
| ------- | ----------------- | ---- | --------- | ---- | ---------- | --------- | --------- | ---- |
| IRI     | Asian Cup         | 2008 | Sapporo   | JPN  | 14. Platz  |           |           |      |
| IRI     | Asian Cup         | 2004 | Mahshahr  | IRI  | 9. Platz   |           |           |      |
| IRI     | Olympische Spiele | 2008 | Peking    | CHN  | Qual       |           |           |      |
| IRI     | Pro Tour          | 2012 | Shanghai  | CHN  | letzte 64  |           |           |      |
| IRI     | Pro Tour          | 2010 | Budaörs   | HUN  | letzte 64  |           |           |      |
| IRI     | Pro Tour          | 2007 | New Delhi | IND  | letzte 16  | letzte 16 |           |      |
| IRI     | Pro Tour          | 2005 | Doha      | QAT  | letzte 64  |           |           |      |
| IRI     | Weltmeisterschaft | 2015 | Suzhou    | CHN  | letzte 128 | letzte 64 |           |      |
| IRI     | Weltmeisterschaft | 2014 | Tokyo     | JPN  |            |           |           | 29   |
| IRI     | Weltmeisterschaft | 2012 | Dortmund  | GER  |            |           |           | 33   |
| IRI     | Weltmeisterschaft | 2011 | Rotterdam | NED  | Qual.      | Qual.     |           |      |
| IRI     | Weltmeisterschaft | 2010 | Moskau    | RUS  |            |           |           | 35   |
| IRI     | Weltmeisterschaft | 2008 | Guangzhou | CHN  |            |           |           | 40   |
| IRI     | Weltmeisterschaft | 2007 | Zagreb    | HRV  | Qual       | letzte 64 | Scratched |      |
| IRI     | Weltmeisterschaft | 2006 | Bremen    | GER  |            |           |           | 41   |
| IRI     | Weltmeisterschaft | 2004 | Doha      | QAT  |            |           |           | 38   |